# Ma mère et mes sœurs

Ma mère et mes sœurs (Mia und ihre Schwestern) est un téléfilm allemand réalisé par Hans-Jürgen Tögel et diffusé en 2009.

## Résumé
L'imprésario Frans Rosen présente le ténor Marek Hausmann à la famille de sa fiancée Marianne Högberg, à l'occasion de leur futur mariage. Ce futur projet se trouve néanmoins compliqué par l'irruption des sœurs de Marianne. Anna, une avocate, a trompé son mari Jan, qui depuis lui a pardonné pour leur fille Clara mais Jan se trouve confronté à la tentation de la sœur d'Anna, Mia, qui essaie de le séduire. Il y a aussi, Agneta, la troisième sœur, une architecte, qui cherche aussi le grand amour.

## Fiche technique
- Scénario : Christiane Sadlo
- Durée : 89 min
- Pays :  Allemagne

## Distribution
- Gaby Dohm (VF : Frédérique Cantrel) : Marianne Högberg
- Peter Sattmann : Frans Rosen
- Alma Leiberg : Mia Högberg
- Katja Weitzenböck : Anna Bergmann
- Robert Lohr : Jan Bergmann
- Beate Maes : Agneta Högberg
- Charleen Deetz : Clara Bergmann
- Kai-Peter Gläser : Docteur Johansson
- Gabriel Raab : Frederik Johannsen
- Marvin Gronen : Marek Hausmann
- Henry Arnold : Joakim Korpi